# Jonas Lenherr
Jonas Lenherr (24 maart 1989) is een Zwitserse freestyleskiër, gespecialiseerd op het onderdeel skicross. Hij vertegenwoordigde zijn vaderland op de Olympische Winterspelen 2018 in Pyeongchang.

## Carrière
Lenherr maakte zijn wereldbekerdebuut op 8 december 2012 in Nakiska. In maart 2014 scoorde de Zwitser in Arosa zijn eerste wereldbekerpunten. Elf maanden later, in februari 2015, behaalde hij in Arosa zijn eerste toptienklassering in een wereldbekerwedstrijd. Op 17 januari 2016 boekte Lenherr in Watles zijn eerste wereldbekerzege. In de Spaanse Sierra Nevada nam de Zwitser deel aan de wereldkampioenschappen freestyleskiën 2017. Op dit toernooi eindigde hij als achttiende op het onderdeel skicross. Tijdens de Olympische Winterspelen van 2018 in Pyeongchang eindigde Lenherr als vijftiende op de skicross.
Op de wereldkampioenschappen freestyleskiën 2019 in Park City eindigde hij als twaalfde op de skicross. In Idre Fjäll nam de Zwitser deel aan de wereldkampioenschappen freestyleskiën 2021. Op dit toernooi eindigde hij als veertiende op de skicross.

## Resultaten

### Olympische Winterspelen
| Jaar | Plaats      | Resultaten   |
| ---- | ----------- | ------------ |
| 2018 | Pyeongchang | 15e Skicross |

### Wereldkampioenschappen
| Jaar | Plaats        | Resultaten   |
| ---- | ------------- | ------------ |
| 2017 | Sierra Nevada | 18e Skicross |
| 2019 | Park City     | 12e Skicross |
| 2021 | Idre Fjäll    | 14e Skicross |

### Wereldbeker
Eindklasseringen
| Seizoen   | Algm | SX  |
| --------- | ---- | --- |
| 2013/2014 | 266e | 54e |
| 2014/2015 | 46e  | 13e |
| 2015/2016 | 43e  | 9e  |
| 2016/2017 | 103e | 21e |
| 2017/2018 | 30e  | 6e  |
| 2018/2019 | 43e  | 8e  |
| 2019/2020 | 78e  | 16e |

Wereldbekerzeges
| Datum            | Plaats       | Onderdeel |
| ---------------- | ------------ | --------- |
| 17 januari 2016  | Watles       | Skicross  |
| 3 maart 2018     | Sunny Valley | Skicross  |
| 17 december 2018 | Arosa        | Skicross  |